# Gabriel Peñalba
Gabriel Peñalba (Buenos Aires, 23 de setembro de 1984) é um ex-futebolista da Argentina que atuava como meio-campo.